# Grenzzeichen

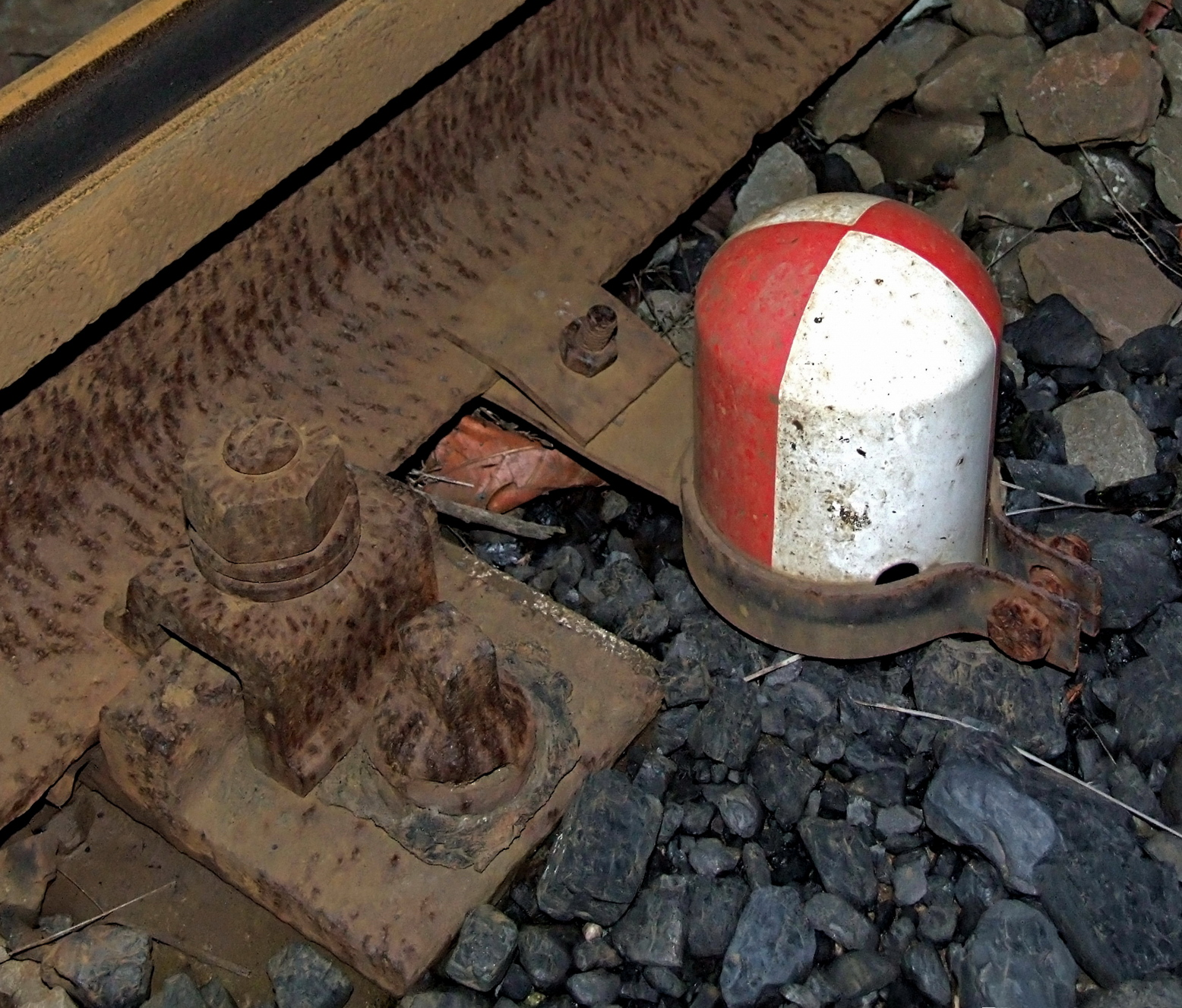
Deutsches Signal Ra 12/So 12, Grenzzeichen

Das Grenzzeichen ist ein Eisenbahnsignal und kennzeichnet die Grenze, bis zu der bei den zusammenlaufenden Gleisen an einer Weiche jedes Zweiggleis besetzt werden darf. Das jeweils andere Gleis darf nur befahren werden, wenn das besetzte Gleis grenzzeichenfrei ist. Der Bediener des Stellwerks stellt dies im Rahmen der Fahrwegprüfung fest, bevor er eine Zugfahrt durch das Auffahrtstellen eines Signals zulässt. Er berücksichtigt dabei auch, dass sich ein zuvor eingefahrener Zug nach dem Anhalten durch das Entspannen der Pufferfedern noch etwas „strecken“ kann und dabei das zuvor frei gefahrene Grenzzeichen wieder übersetzt.
Wird ein Grenzzeichen durch zwei Zug- oder Rangierfahrten in unterschiedlichen Weichensträngen gleichzeitig überfahren, kommt es zu einer Flankenfahrt.
Die genaue Position des Grenzzeichens wird durch den Mindestgleisabstand der beiden zusammenlaufenden Gleise in Abhängigkeit von Überhöhung und Radius bestimmt. Es steht in der Regel bei Normalspurbahnen bei einem Abstand der Gleismitten von 3,50 Meter. Bei Drei- und Vierschienengleisen können mehrere Grenzzeichen, jeweils für Normal- und Schmalspur, vorhanden sein. Auch bei Rollbock- oder Rollwagenverkehr können mehrere Grenzmarken, jeweils für Züge ohne und mit aufgebockten oder aufgeschemelten Wagen, vorhanden sein.

## Länderspezifische Varianten
In Deutschland ist das Grenzzeichen (Ra 12/So 12) meist ein kleiner Pflock aus Beton oder Holz mit einer darauf befestigten rot-weiß von oben nach unten gestreiften Metall- oder Keramikhaube, der zwischen den beiden Gleisen aufgestellt wird, die in der Weiche oder Kreuzung zusammenlaufen. Alternativ kann auch je ein Grenzzeichen jeweils neben der inneren Schiene der beiden zusammenlaufenden Gleise angebracht sein.
Da die Bestimmungen der jeweils geltenden Signalordnungen nur „ein rot-weißes Zeichen“ vorschreiben, ist die Form aber nicht festgelegt, es kommt nur auf die Farbgebung an. Außer der meist üblichen Metall- oder Keramikhaube können daher andere Formen vorkommen. Es gehört zu den Rangiersignalen und trägt in den Bundesländern der ehemaligen Deutschen Bundesbahn die Bezeichnung Ra 12, in den Bundesländern der ehemaligen Deutschen Reichsbahn die Bezeichnung So 12.
In Gleisen, die mit einer Gleisfreimeldeanlage ausgerüstet sind, wird diese Bedingung technisch sichergestellt. Die Isoliergrenze der Gleisstromkreise beziehungsweise die Achszähler sind dazu nicht unmittelbar am Grenzzeichen, sondern mindestens sechs Meter davor installiert.
Für Straßenbahnen kommen Grenzzeichen (Sh 6), wenn überhaupt Grenzzeichen angebracht werden, nicht nur als Pflock wie bei Vollbahnen, sondern auch als ein quer zur Fahrrichtung aufgemalter Strich vor.
In der Schweiz wird das Grenzzeichen als Sicherheitszeichen bezeichnet. Es ist wie in Deutschland als Pflock mit Haube aufgebaut, allerdings in rot und nicht rot-weiß gestreift. Wenn das Grenzzeichen auf dem Boden aufgemalt wird, ist es ein längliches Rechteck, das je zwei weiße und rote diagonal angeordnete Flächen besitzt. Die gelbe Version kennzeichnet den Anfang oder das Ende einer Gleisfreimeldeeinrichtung.
In Österreich wird das Grenzzeichen als Grenzmarke bezeichnet, früher auch als Polizeimarke. Als Markierung wird, wie auch in den anderen Nachfolgestaaten der österreich-ungarischen Monarchie, ein schwarz-weiß-schwarz gestreifter Stein verwendet. In Bahnhöfen mit älteren Sicherungsanlagen werden bei Gleisen, wo der Zug bei einer Einfahrt an der Fahrstraßenauflösung mitwirkt, häufig zwei Grenzmarken angebracht: Die kleine Grenzmarke in Form zweier rot-weißer Metallhauben (Aussehen wie das Grenzzeichen in Deutschland) steht an der Stelle, wo die Zweiggleise den Mindestabstand erreichen. Die dann so genannte schwarz-weiß-schwarze große Grenzmarke liegt an der Stelle, wo die Gleisisolierung für die Fahrstraßenauflösung endet. Wenn diese Gleisisolierung in den beiden Zweiggleisen an verschiedenen Stellen liegt, dann wird die große Grenzmarke in zwei Teile geteilt.
In Italien wird als Grenzzeichen ein weißer Balken zwischen den Zweiggleisen angebracht.
In England und Nordamerika werden überhaupt keine Grenzzeichen angebracht.

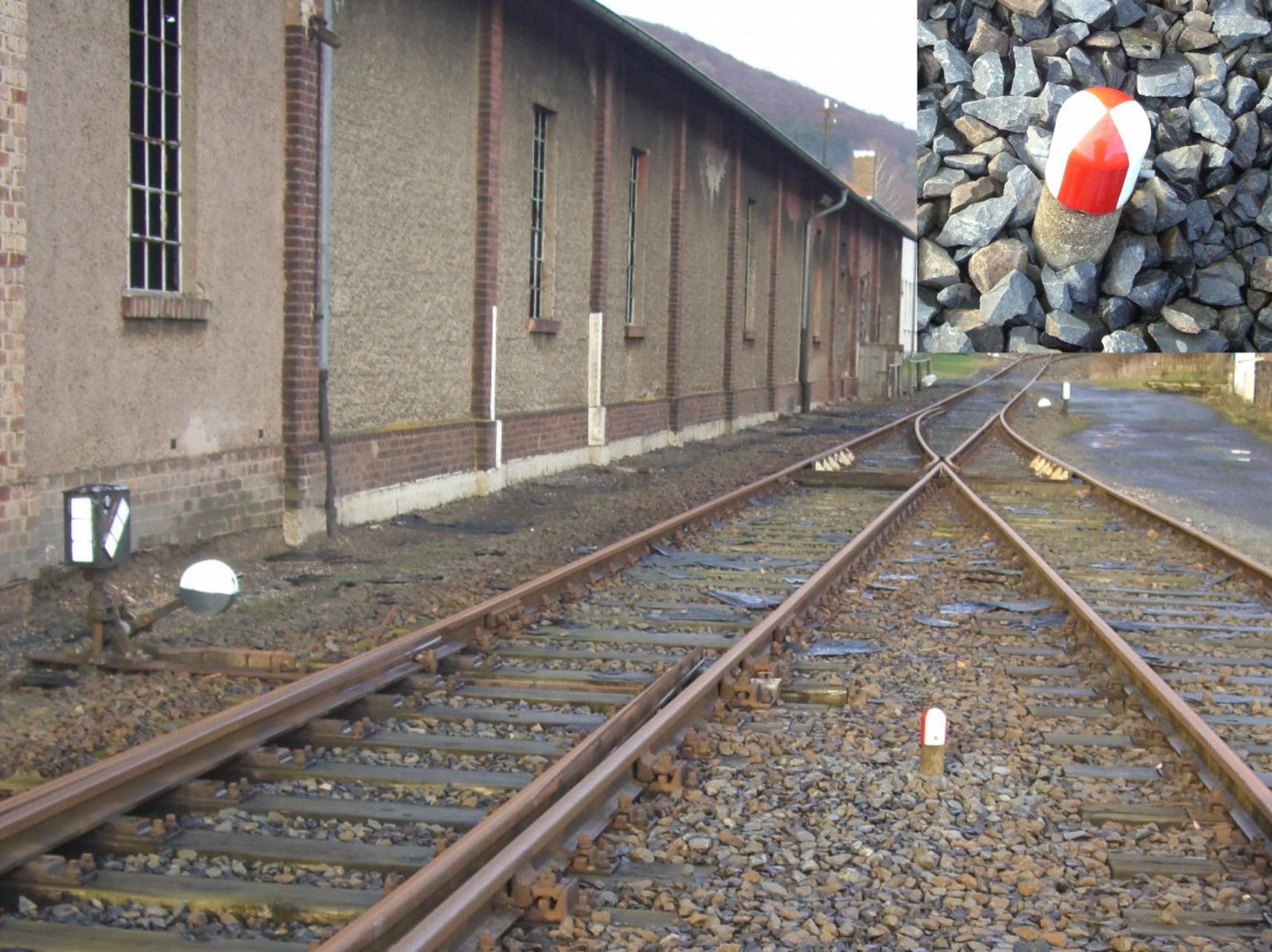
Position des Grenzzeichens mit Detailansicht (Deutschland)
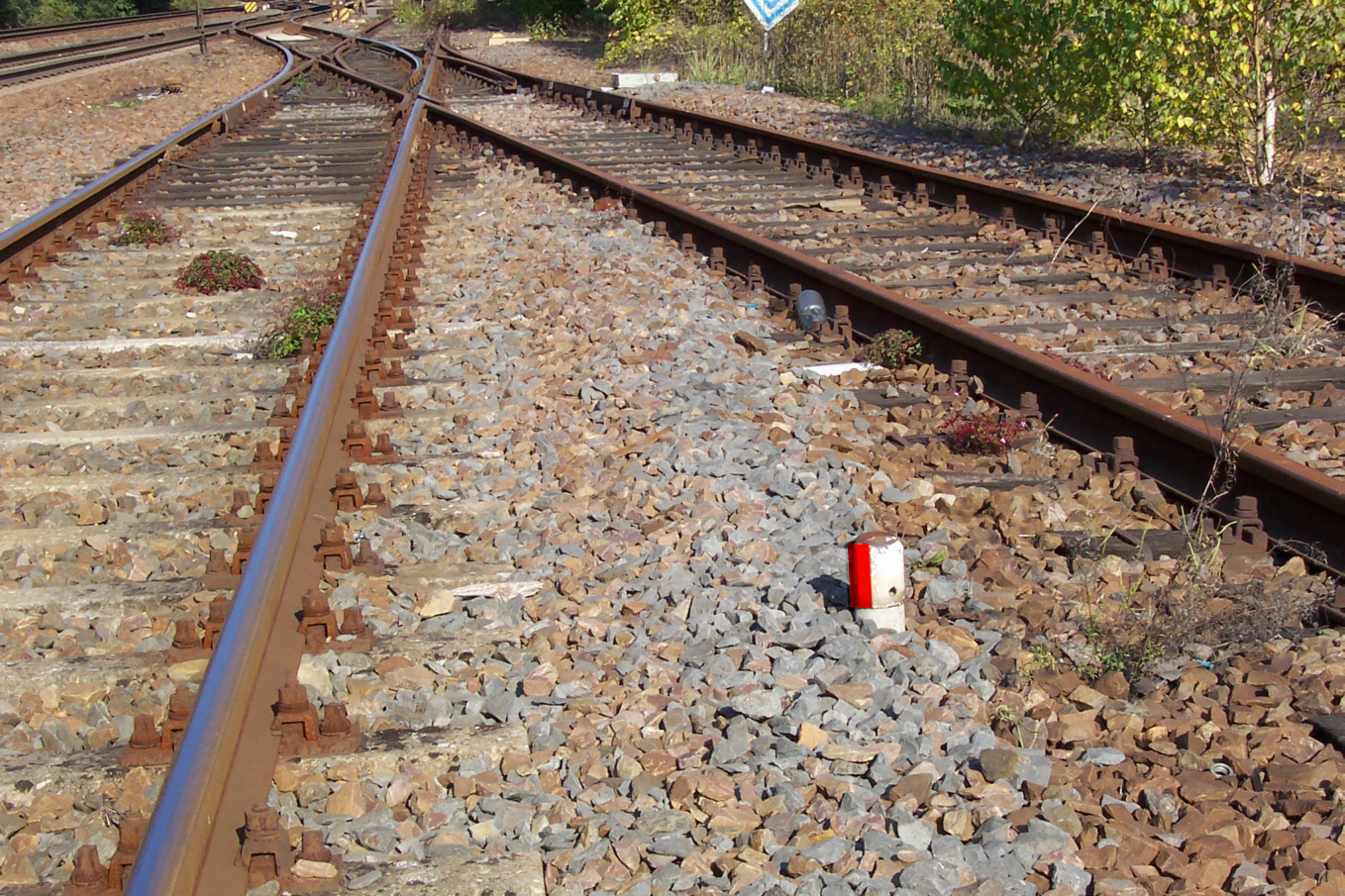
Grenzzeichen bei einer Kreuzungsweiche (Deutschland)
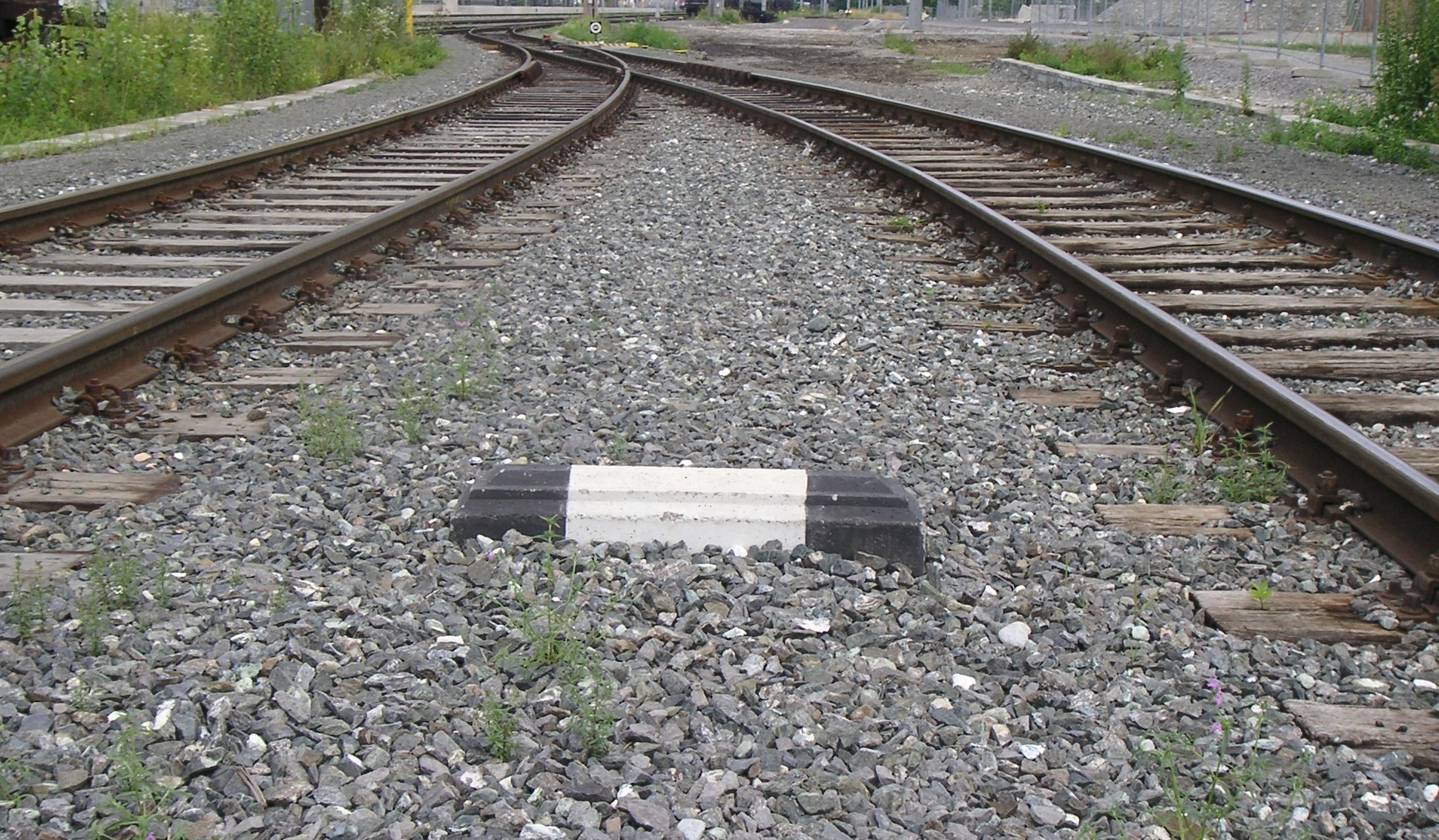
Grenzmarke (Österreich)
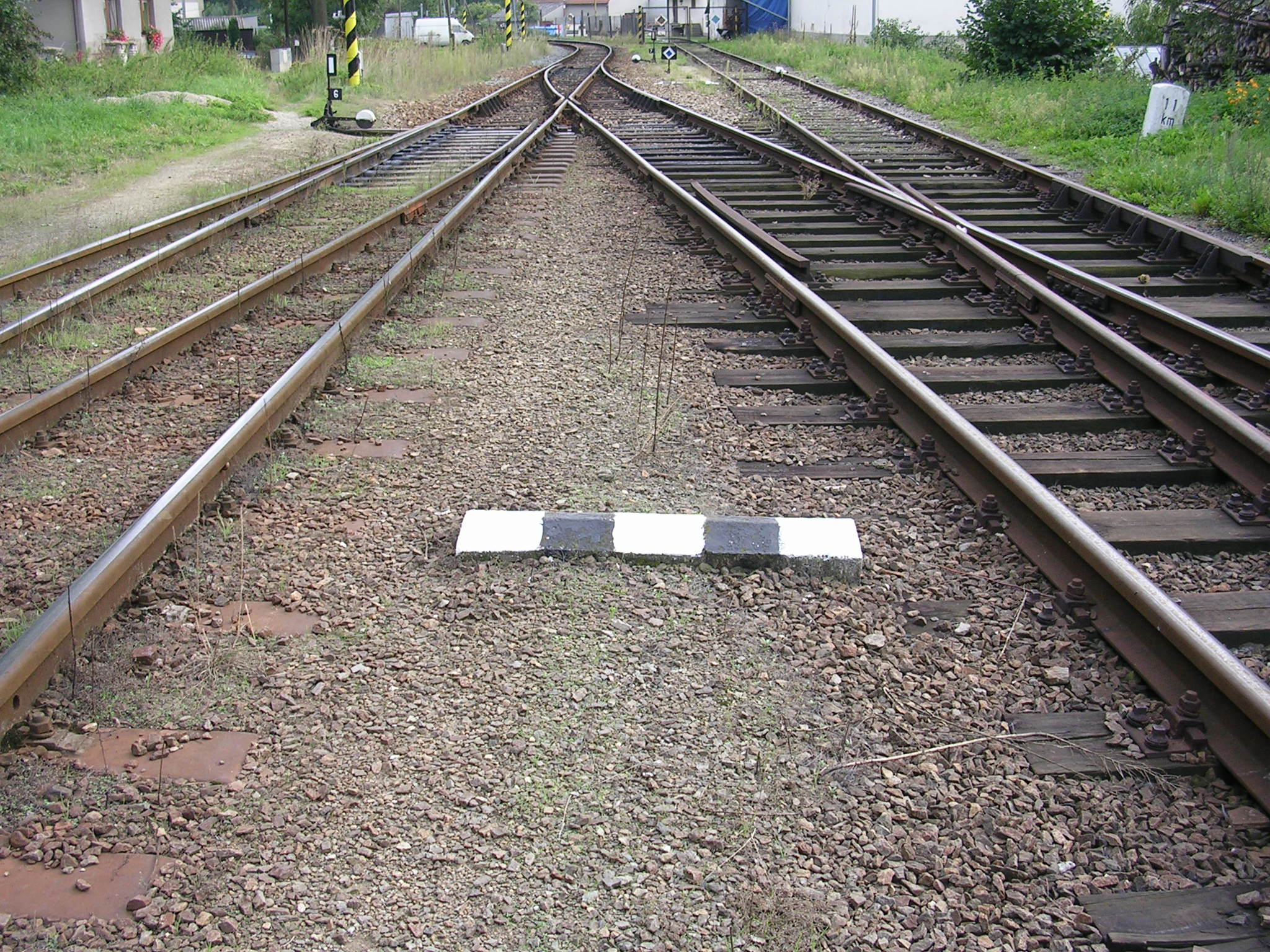
Grenzmarke („Námezník“, Tschechien)
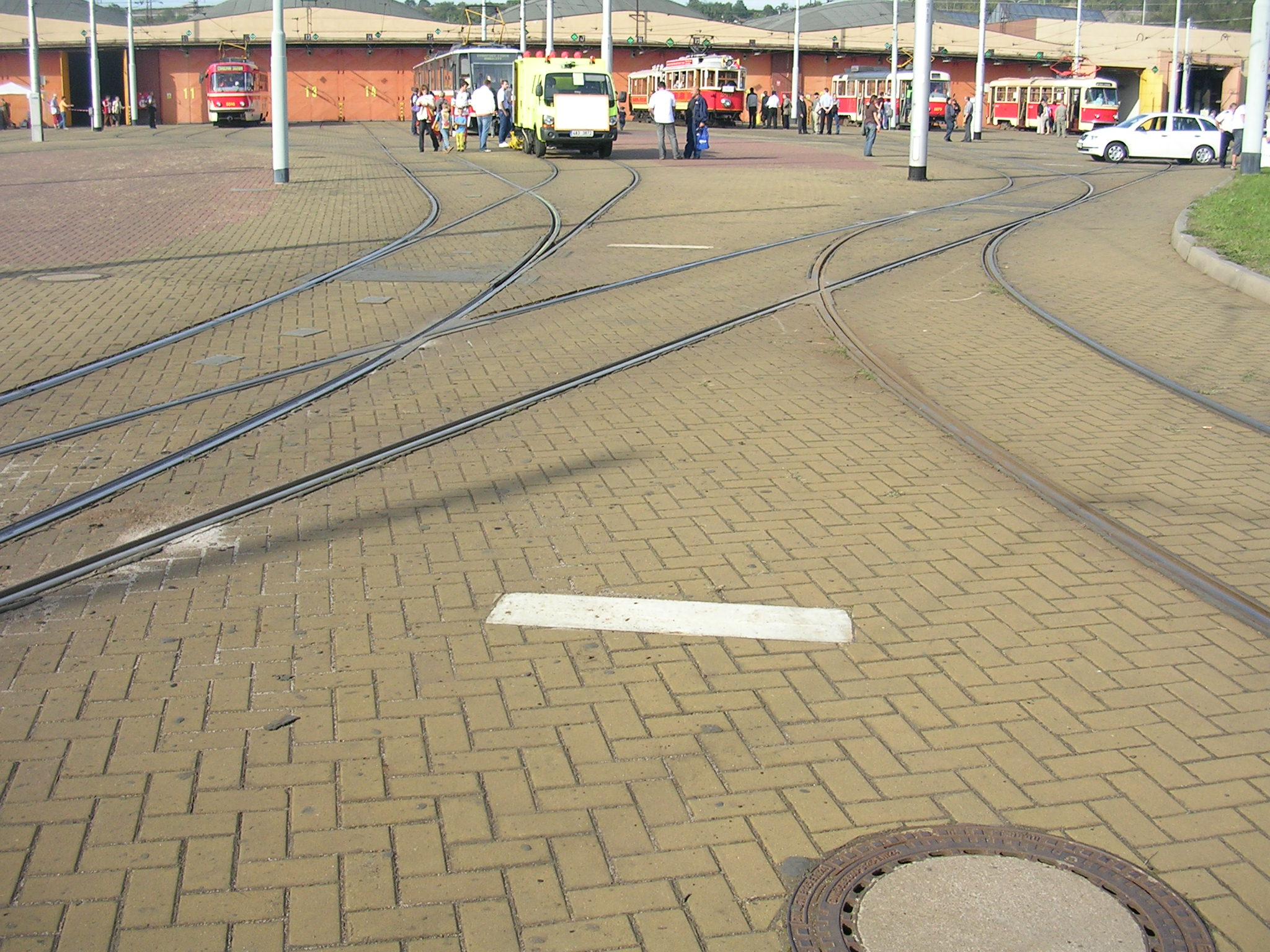
Straßenbahn-Grenzmarke (Tschechien)